# Villa Brandolini d'Adda
Villa Brandolini d'Adda è una villa veneta di Pieve di Soligo, ubicata nella frazione di Solighetto.

## Storia
La villa fu edificata nel XVIII secolo in posizione panoramica, ai piedi dei colli di Pieve di Soligo, come dimora di un ramo dei Brandolini, nobile famiglia veneta di antiche origini forlivesi.
Attualmente villa Brandolini, completamente restaurata e restituitole l'antico splendore, è prestigioso luogo di eventi ed esposizioni, tra cui si ricordano la retrospettiva dedicata al pittore Angelo Lorenzon (1981) e il progetto Oltre il paesaggio (2009); la villa è inoltre sede di un museo dedicato al soprano Toti Dal Monte.

## Descrizione
La struttura di villa Brandolini d'Adda è sviluppata in lunghezza nella parte occidentale del piccolo centro di Solighetto, presso la piazza dove sorge la chiesa.
Le monofore rettangolari della facciata asimmetrica ne evidenziano i due livelli più ammezzato; la parte centrale del piano nobile presenta tre finestre con balaustra. Sulla destra l'edificio termina con un'elegante loggia di gusto rinascimentale, aperta da archi a tutto sesto, mentre in alto è percorso da un cornicione dentellato.
Gli annessi della villa sono costituiti da una cappella privata e dalla barchessa adiacente a sinistra del corpo centrale: quest'ultima segue il tradizionale disegno, con i suoi arconi a tutto sesto, sopra i quali c'è una peculiare fila di piccole aperture circolari.